# Рюрик Ростиславич
Рю́рик Ростисла́вич (в крещении Васи́лий; ок. 1137/1140 — 1210/1212) — третий сын Ростислава Мстиславича, князь Новгородский (1170—1171), Овручский (1167—1208, с перерывами), великий князь Киевский (1173, 1180—1181, 1194—1201, 1203—1204, 1205—1206, 1207—1210). Согласно традиционной точке зрения, Черниговский (1210—1212). Согласно другим исследованиям, черниговским князем не был и умер в 1210 году На протяжении почти 40 лет был лидером смоленской княжеской ветви, в том числе (в 1170-е) в связи с лояльностью своего старшего брата Романа мощнейшим князьям Руси — Андрею Боголюбскому, а затем Святославу Всеволодовичу. Возглавлял борьбу смоленских князей против черниговских за Киев и другие княжеские столы.

## Биография
После смерти отца в 1167 году Рюрик остался княжить в Овруче, вытребовав владения у нового киевского князя и своего двоюродного брата Мстислава Изяславича. Конфликтом за киевские волости воспользовался Андрей Боголюбский, и в 1169 году взял Киев для своего брата Глеба Юрьевича. Вскоре после похода Андрея Боголюбского и его союзников на Новгород в 1170 году новгородцы выгнали Романа Мстиславича Волынского и пригласили на княжение Рюрика. В 1171 году, после смерти в Киеве Глеба Юрьевича и Владимира Мстиславича, его брат Роман Ростиславич по указанию Андрея Боголюбского стал киевским князем, и дал Рюрику Белгород.
В последующие годы Рюрик вместе с другими младшими Ростиславичами резко воспротивился воле Андрея Боголюбского распоряжаться киевскими волостями. Когда Роман в 1173 году не взялся за расследование отравления Глеба Юрьевича и наказания виновных, то вынужден был подчиниться распоряжению Андрея Боголюбского покинуть Киев. Михаил Юрьевич послал в Киев своего брата Всеволода и племянника Ярополка Ростиславича. Давыд Ростиславич взял их в плен, а в Киеве вокняжился Рюрик. Вскоре Андрей Боголюбский двинул на младших Ростиславичей свои войска, Рюрик покинул Киев и сел в осаду в Белгороде. На киевское княжение при поддержке галицких войск пришёл Ярослав Изяславич Волынский, а союзники Андрея Боголюбского бежали.
После убийства Андрея Боголюбского боярами (1174) Роман Ростиславич вернулся в Киев. В 1177 году войска под руководством Рюрика и Давыда были разбиты половцами в битве у Ростовца, после чего Святослав Всеволодович Черниговский потребовал от Романа лишить Давыда волости, как виновника поражения. Роман отказался и был изгнан Святославом.

### Борьба со Святославом Всеволодовичем (1180—1181)
Однако Святослав Всеволодович не удовлетворился самим Киевом, и задумал изгнать Ростиславичей и с Киевской земли. Весной 1180 году он напал на Давыда на ловах на Днепре и ушёл из Киева в Чернигов собирать войска. В освободившийся Киев въехал Рюрик, вступил в союз с волынскими князьями и Ярославом Осмомыслом Галицким, послал брата Давыда на помощь Роману, княжившему тогда в Смоленске. Однако почти одновременная смерть Романа в Смоленске и Мстислава в Новгороде в июне 1180 года отсрочила решающее столкновение на год. В августе сын Святослава Владимир сел в Новгороде, и Святослав провёл грандиозный поход с половцами и новгородцами последовательно на Всеволода (тот вмешался в дела Рязанского княжества против Романа Глебовича, зятя Святослава, и захватил в плен Глеба Святославича), Давыда и Рюрика.
Попытка Святослава установить контроль и над киевской землёй успехом не увенчалась: Игорь Святославич и половцы Кончака были разбиты у Долобского озера Рюриком. В итоге он уступил Святославу старшинство, себе же взял «всю Русскую землю», то есть остальные города Киевской волости, кроме Канева, отданного Глебу Святославичу.

### Дуумвират со Святославом Всеволодовичем
Впоследствии Рюрик действовал вместе со Святославом Всеволодовичем против половцев (битва на реке Орели, битва на реке Хороле) и в целом тесно с ним взаимодействовал. Соправительство («дуумвират») Святослава и Рюрика (1181—1194) в историографии считается наиболее характерным для второй половины XII века типом отношений между лидерами двух княжеских группировок, претендующих на Киевщину. Однако, на Ипатьевскую летопись, освещающую события таким образом, оказала существенное влияние т. н. Выдубицкая летопись (от одноимённого монастыря), близкая смоленским Ростиславичам, в которой по сравнению с другими летописями после слова Святослав всякий раз добавлялись слова и Рюрик.
В 1181 году (предположительно) Рюрик выдал свою дочь Предславу за волынского князя Романа Мстиславича. В 1188 году Роман овладел Галичем, но вскоре бежал оттуда при известии о приближении венгерского войска и явился за помощью к Рюрику. Рюрик послал с Романом небольшое войско, которое ничего не достигло в Галицкой земле. Предложение Святославом Всеволодовичем помощи в получении галицкого престола в обмен на Овруч и другие киевские пригороды Рюрик отклонил. Однако после этой неудачи Рюрик оказал Роману Мстиславичу дипломатическую поддержку в возвращении Владимира Волынского, откуда не желал уходить младший брат Романа, Всеволод Мстиславич.

### Война с Ольговичами (1196)
В 1194 году после смерти Святослава Всеволодовича Рюрик вновь занял киевский престол. Тем временем начал назревать конфликт с Ольговичами. В следующем году Рюрик отдал в держание своему зятю Роману Мстиславичу довольно большую волость на Киевщине в Поросье, в составе которой было пять городов: Торческ, Треполь, Корсунь, Богуслав и Канев. Всеволод Большое Гнездо, на признание которого старшим в роду Мономаховичей пошёл Рюрик, вытребовал себе волость Романа, отдав из неё Торческ сыну Рюрика Ростиславу. Так Всеволод разрушил союз южных Мономаховичей, чтобы не утратить влияния на южные дела. В ответ Роман развёлся с женой, Предславой Рюриковной, после чего вступил в тайный союз с претендовавшим на Киев черниговским князем Ярославом Всеволодовичем. Зимой 1196 года Ольговичи в союзе с полоцким князем провели поход в Смоленскую землю. Осенью 1196 года Роман приказал своим людям разорять земли Рюрика, который, в свою очередь, вскоре организовал нападение войск Владимира Ярославича Галицкого и Мстислава Романовича на Перемиль, Ростислава Рюриковича — на Каменец. Одновременно Давыд и Всеволод атаковали Черниговское княжество и, хотя не смогли преодолеть обороны Чернигова и засек на северо-востоке княжества, вынудили Ярослава Всеволодовича отказаться от претензий на Киев и Смоленск. Но мир Всеволода с Ольговичами при отсутствии мира Рюрика и с Романом, и с Ольговичами поставил Рюрика в очень трудное положение.

### Борьба с Романом Мстиславичем
Соотношение сил резко изменилось в 1199 году после смерти Владимира Ярославича Галицкого и захвата Романом Мстиславичем Галича. В 1201 году Рюрик вступил в союз с Ольговичами и стал готовить поход на Галич. Однако Роман опередил Рюрика, неожиданно появившись на Киевщине во главе волынских и галицких полков. На его сторону перешли чёрные клобуки, а киевляне сами открыли ему ворота в Копыревом конце. Рюрик вынужден был отказаться от Киева, Ольговичи вернулись за Днепр, и Роман отдал Киев своему двоюродному брату Ингварю Ярославичу Луцкому. Близкая Всеволоду Юрьевичу Большое Гнездо, чьё старшинство признавал Рюрик, Лаврентьевская летопись сообщает, что Ингваря посадили на княжение Всеволод и Роман. Та же летопись сообщала, что в 1194 году Рюрика на киевское княжение сажал Всеволод.
Рюрик не смирился с поражением. 2 января 1203 года его войска в союзе с Ольговичами и половцами взяли Киев, причём союзники подвергли город жесточайшему разграблению: ограбили даже крупнейшие храмы города, Софийский собор и Десятинную церковь, а также все монастыри; монахов и монахинь, священников и жён их, старых и увечных перебили, а молодых и здоровых увели в плен, также и остальных киевлян; пощадили только иностранных купцов, запершихся в каменных церквях, — им предоставили свободу в обмен на половину стоимости их товаров. Рюрик вновь вокняжился в Киеве, лишь клятвенно отрёкшись от Ольговичей и половцев, а также «целовав крест» Всеволоду и детям его, то есть отказавшись от старшинства в роде и после смерти Всеволода.
В 1203 году Рюрик принял участие в большом походе южнорусских князей на половцев, организованном Романом Мстиславичем Галицким. На обратном пути Роман и Рюрик с сыновьями остановились в Треполе и начали переговоры о распределении волостей, но к соглашению не пришли. Дело кончилось тем, что Роман пленил Рюрика и его сыновей. Рюрика он отослал в Киев и там велел постричь в монахи вместе с его женой Анной и дочерью Предславой (бывшей женой Романа). Двух сыновей Рюрика Роман увёл как пленников в Галич, но после переговоров с великим князем Всеволодом Юрьевичем Большое Гнездо отпустил их; старший, Ростислав Рюрикович, женатый на дочери Всеволода Большое Гнездо, стал киевским князем.
19 июня 1205 года Роман Мстиславич Галицкий был убит во время похода в Малую Польшу. Рюрик, узнав о смерти Романа, немедленно скинул монашескую рясу и объявил себя князем Киевским вместо сына; он хотел было расстричь и жену, но та не согласилась и постриглась в схиму. Ольговичи провели съезд в Чернигове, на котором присутствовали Мстислав Романович Смоленский и половцы. Вместе они двинулись в поход на Галич, соединившись в Киевской земле с Рюриком, отнимать наследство у сыновей Романа Мстиславича. На реке Серете союзники встретили галицкое и волынское войско, бились с ним целый день и принудили отступить к Галичу. Однако самому городу они ничего не смогли сделать и возвратились домой без успеха.

### Борьба с Всеволодом Чермным
В следующем 1206 году по приглашению венгерского короля Андраша сын Всеволода Большое Гнездо Ярослав Переяславский попытался занять Галич, но его опередил представитель черниговских Ольговичей Владимир Игоревич. Произошёл разрыв существовавшего в период княжения Романа Мстиславича союза Ольговичей и Ростиславичей: старший в роду Ольговичей, Всеволод Святославич Чермный, сел в Киеве и вскоре изгнал Ярослава из Переяславля, посадив на его место своего сына Михаила. Рюрик уехал в Овруч, сын его Ростислав — в Вышгород, а племянник Мстислав Романович — в Белгород. Но в том же году Рюрик, соединясь с сыновьями и племянниками, изгнал Ольговичей из Киева и Переяславля, сам сел в Киеве, а сына своего Владимира посадил в Переяславле. Всеволод Чермный явился зимой с братьями и половцами возвратить киевский престол, стоял под Киевом три недели, но не мог взять город и ушёл назад ни с чем.
В 1207 году Всеволод Чермный, соединившись со Святополчичами Туровскими и Владимиром Игоревичем Галицким, пришёл к Киеву. Рюрик бежал в Овруч; Треполь, Белгород, Торческ также были отняты у Мономашичей. Всеволод Чермный сел опять в Киеве, наделав много зла Русской земле через своих союзников половцев, как говорит летописец. В том же году Рюрик внезапно явился к Киеву и выгнал из него Чермного (во время похода Всеволода Большое Гнездо на Рязань по датировке Лаврентьевской летописи, 1207).

### Последние годы
Далее, согласно традиционной версии, в 1210 году в Киев вернулся Всеволод Чермный, уступив Рюрику Чернигов. Однако, согласно исследованиям Р. В. Зотова и А. П. Пятнова, Рюрик Ростиславич умер в 1210 году, поэтому стал возможным новый захват Киева Всеволодом Чермным. Рюриком же, севшим в Чернигове, был Рюрик Ольгович, старший племянник Всеволода Чермного. Ситуацию, когда он занял Чернигов помимо дядьёв (Глеба и Мстислава Святославичей), Пятнов объясняет тем, что последние заняли столы неподалёку от Киева, ссылаясь, в частности, на Голубовского, писавшего о переяславском княжении Глеба Святославича. Также известно, что превосходившие Рюрика Ольговича старшинством Ярославичи в 1212 году занимали Вышгород в Киевской земле.

## В «Слове о полку Игореве»
Ты, храбрый Рюрик, и Давыд! Не ваши ли воины злачеными шлемами в крови плавали? Не ваша ли храбрая дружина рыкает, словно туры, раненные саблями калеными, в поле чужом? Вступите же, господа, в золотые стремена за обиду нашего времени, за землю Русскую, за раны Игоря, храброго Святославича!
О, печалиться Русской земле, вспоминая первые времена и первых князей! Того старого Владимира нельзя было пригвоздить к горам киевским; а ныне одни стяги Рюриковы, а другие — Давыдовы, и порознь их хоругви развеваются. Копья поют…

## Строительная деятельность
По инициативе Рюрика Ростиславича было построено несколько каменных храмов, в том числе собор Апостолов в Белгороде Киевском и Васильевская церковь на Новом дворе в Киеве.

## Семья и дети
Браки:
- с 1163 года — дочь хана половецкого Белука;
- дочь князя Юрия Ярославича Туровского Анна (ум.1214)

Дети:
- Анастасия Рюриковна — с 1182 года замужем за Глебом, сыном Святослава Всеволодовича Киевского
- Предслава Рюриковна — замужем за Романом Мстиславичем Волынским
- Ярослава Рюриковна — с 1187 года замужем за Святославом Игоревичем, сыном Игоря Святославича.
- Ростислав Рюрикович — князь овручский (1212—1219) и великий князь киевский (1204—1205)
- Всеслава Рюриковна — с 1199 года замужем за Ярославом Глебовичем, удельным рязанским князем
- Владимир Рюрикович — великий князь Киевский (1223—1235, 1235—1236)